# Deportivo Unicosta
Deportivo Unicosta jest kolumbijskim klubem piłkarskim z siedzibą w mieście Barranquilla. Lokalnym rywalem jest klub Atlético Junior, a mecze rozgrywane między tymi zespołami zwane są clásico barranquillero.

## Osiągnięcia
- Mistrz drugiej ligi (1): 1996/97

## Historia
W 1995 roku w klubie Unicosta z inicjatywy działacza sportowego Enrique Chapmana utworzono piłkarką drużynę zawodową. Klub Unicosta zdobył mistrzostwo II ligi w sezonie 1996/97 i w 1997 zadebiutował w pierwszej lidze kolumbijskiej. Unicosta rozegrał w pierwszej lidze dwa sezony - w 1998 zajął ostatnie miejsce w tabeli sumarycznej i spadł do drugiej ligi. W 1999 zawodowa sekcja piłkarska została rozwiązana i obecnie klub gra w lidze Regional del Atlántico.

## Piłkarze
- Sergio Angulo
- Alberto Gamero
- Lin Carlos Henry
- Hayder Palacio
- José María Pazo
- Wilson Pérez